# 華清宮

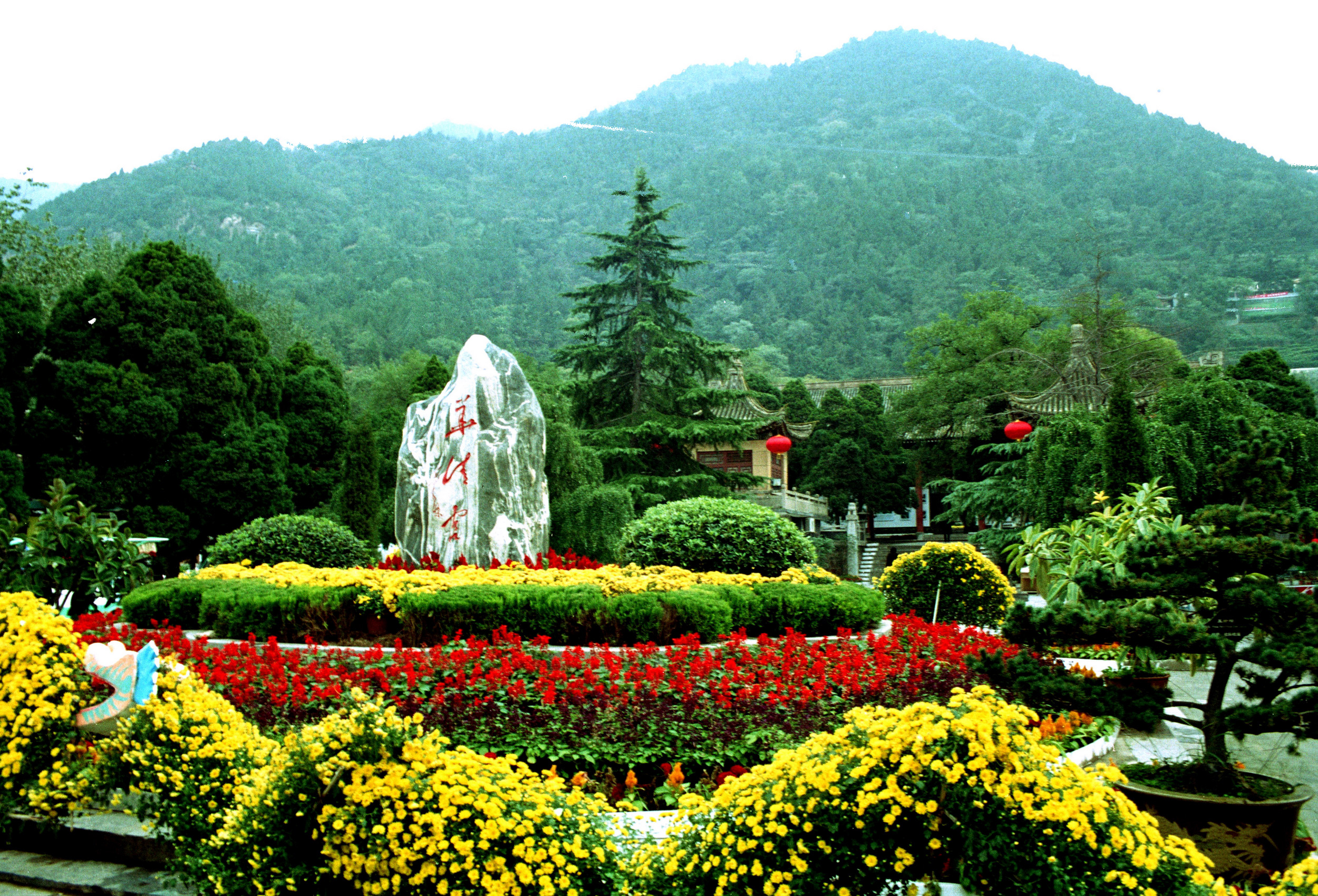
華清宮の跡地

華清宮（かせいきゅう）は、中国陝西省の古都、西安市（長安）東北約30km先、唐代に造られた離宮。『長恨歌』において、楊貴妃が湯浴みしたことで知られる。
現在の臨潼区の驪山の麓にあり、「華清池」として観光地となっている。2007年に中国の5A級観光地に認定された。

## 概要
「池」は本来「温泉」を意味し、驪山の麓、西繍嶺に湧く湯は秦漢代以来とされる。
後周や隋代に開発され、唐の太宗・李世民が、644年（貞観18年）閻立徳に命じて「温泉宮」を造らせている。
740年（開元28年）、唐の玄宗によって、皇子である寿王・李瑁の妻である楊玉環（後の楊貴妃）を女道士として住まわせている。この時、楊貴妃が湯浴みしたことを詠んだ記述が『長恨歌』に残っている。745年、天宝4載、楊玉環が貴妃に冊立されてからは、玄宗は毎年、温泉宮に10月に行幸しており、翌年春に帰るのが定まりとなった。
747年、（天宝6載）、玄宗の命令で規模が拡大され、「温泉宮」から「華清宮」に改称し、温泉も「華清池」に改称される。華清宮の周りは、羅城（外郭）に囲まれ、多くの役所や役人が置かれ、たくさんの楼閣が建てられた。748年、（天宝7載）には、老子が驪山頂上にある「朝元閣」に現れたという風説が、華清宮にいた玄宗に伝わり、749年、（天宝8載）以降は、華清宮で朝廷の年賀を行うことも一年ごしに行われた。
華清宮は、北の正門「津陽門」と南の「昭陽門」を結ぶ線に、前殿と後殿が造られ、東に玄宗が住む「飛霜殿」と、玄宗の使う湯である「九竜殿」、楊貴妃がつかう「妃子湯」（芙蓉湯、蓮花湯）がおかれ、「長生殿」などの建物群が並び立っていた。また、西には、后妃が湯浴みする「長湯」16カ所があり、闘鶏場や校歌台、ポロを行う毬場もあった。
『明皇雑録』によると、「九竜殿」には、安禄山から献上された白玉石（大理石）の梁や蓮の花が飾られた。同じく献上された、白玉石でつくられた魚や雁などの像も並べられ、玄宗が入浴すると、鱗をふるわせ翼を上げたので、玄宗によって撤去されたという。また、「妃子湯」の周りにも白玉石でできた蓮の彫刻が飾られていた。
また、湯の家屋も大きさも数十間あり、文石が敷き詰められ、銀をちりばめて漆を塗った船や白香木でできた船が浮かべられ、櫂は珠玉で飾られていた。また、瑟瑟（ラピスラズリ）や沈香でつくられた瀛洲、方丈を形作った山が湯船の中におかれていたという。その水は溝にそって流され、中には珠や宝が混じっていることもあったと伝えられる。
華清宮のあった山には、元々、花が多かったところに、玄宗の命令により、牡丹の変種を作っていた宋単父が花を植え、さらに多くの花に包まれた。また、人に慣れた鹿も多く生息していた。
しかし、安史の乱の勃発後は衰退し、黄巣の乱後は荒廃し、五代十国の時代には「霊泉観」という道観が存在するようになった。